# 1261 Леґія
1261 Леґія (1261 Legia) — астероїд головного поясу, відкритий 23 березня 1933 року.
Тіссеранів параметр щодо Юпітера — 3,185.